# Giuseppe Pasolini

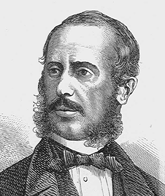
Giuseppe Pasolini

Giuseppe Francesco Leonardo Apollinare Graf Pasolini Dall’Onda (* 8. Februar 1815 in Ravenna; † 4. Dezember 1876 in Ravenna) war ein italienischer Politiker.

## Leben
Giuseppe Pasolini, Sohn des Grafen Pier Desiderio Pasolini und der Amalia Santacroce, widmete sich dem Studium der Landwirtschaft, besuchte, nachdem er in Neapel die Naturwissenschaften und Nationalökonomie studiert hatte, die Schweiz, Frankreich, England und Deutschland und übernahm nach seiner Rückkehr 1843 die Bewirtschaftung seiner Güter bei Imola, wo er mit dem damaligen Bischof, Kardinal Giovanni Maria Mastai-Ferretti (später Papst Pius IX.), Freundschaft schloss. 1846 unterzeichnete er die von der Stadt Ravenna an das Konklave gerichtete Denkschrift. Nach der Wahl seines Freundes Mastai-Ferretti zum Papst wurde Pasolini 1847 Mitglied der Staats-Konsulta und im Februar 1848 zum Minister für Handel, Landwirtschaft, Industrie und die Schönen Künste ernannt. Eine römische Armee wurde in die Lombardei entsandt, um dort am Unabhängigkeitskrieg teilzunehmen. Aber wegen der Unentschlossenheit Pius’ IX. legte Pasolini sein Amt bereits nach wenigen Monaten nieder. Nach der Ermordung Pellegrino Rossia (15. November 1848) verließ er Rom und zog sich mit seiner Familie nach Pisa zurück. 1849 ließ er sich in einer Villa bei Florenz nieder. Bis 1855 blieb er in der Toskana wohnhaft, unternahm aber viele Auslandsreisen. Er war dann ab 1857 mehrere Jahre Gonfaloniere von Ravenna und nahm 1859 als eifriger Patriot am Zustandekommen der Vereinigung Toskanas und der Emilia-Romagna mit Sardinien lebhaften Anteil.
Im März 1860 wurde Pasolini Mitglied des italienischen Senats, im September 1860 Zivilgouverneur von Mailand und im April 1862 Präfekt von Turin. Vom 8. Dezember 1862 bis zum 24. März 1863 bekleidete er in der Regierung des Ministerpräsidenten Luigi Carlo Farini das Amt des Außenministers. Kurz darauf reiste er nach England und Frankreich, um dort Zustimmung zum geplanten Anschluss Venedigs an das Königreich Italien zu erhalten. Dann übernahm er wieder die Präfektur von Turin, legte dieses Amt aber im Dezember 1864 nach den blutigen Unruhen infolge der Septemberkonvention (September 1864) nieder. 1866 führte er die Verwaltung Venedigs bis zur definitiven Annexion. Anschließend zog er sich aufs Land zurück. Vom 3. Dezember 1874 bis zum 3. Oktober 1876 war er Präsident des italienischen Senats. Nach der Rückkehr vom Begräbnis der Herzogin von Aosta und ehemaligen spanischen Königin Maria Vittoria dal Pozzo starb er am 4. Dezember 1876 im Alter von 61 Jahren in Ravenna.